# Nhà thờ chính tòa Roskilde
Nhà thờ chính tòa Roskilde (tiếng Đan Mạch: Roskilde Domkirke), tại thành phố Roskilde trên đảo Sjælland là 1 nhà thờ kiểu kiến trúc Gothic được xây bằng gạch đầu tiên ở Bắc Âu. Nhà thờ này được xây trong thế kỷ 12 và 13, vừa theo kiểu kiến trúc Gothic vừa có nét kiến trúc Roman và là nhà thờ chính tòa duy nhất của đảo Sjælland cho tới thế kỷ thứ 20. Hai chỏm tháp nhọn cao của nhà thờ vượt lên nền trời thành phố.
Nhà thờ chính tòa Roskilde cũng là nơi an táng nhiều vua chúa Đan Mạch từ thế kỷ 15 trong các nhà nguyện được xây nối vào nhà thờ. Tới thời Cải cách (sang đạo Tin Lành) năm 1536, trụ sở của Giám mục được dời tới Copenhagen và Giám mục mang danh hiệu Giám mục Sjælland. Từ đây việc đăng quang của nhà vua diễn ra tại Nhà thờ Đức Bà Copenhagen hoặc tại nhà nguyện trong dinh Frederiksborg.
Hàng năm có khoảng 125.000 du khách tới thăm nhà thờ này. Từ năm 1995, nhà thờ chính tòa Roskilde đã được UNESCO ghi vào danh sách Di sản thế giới.

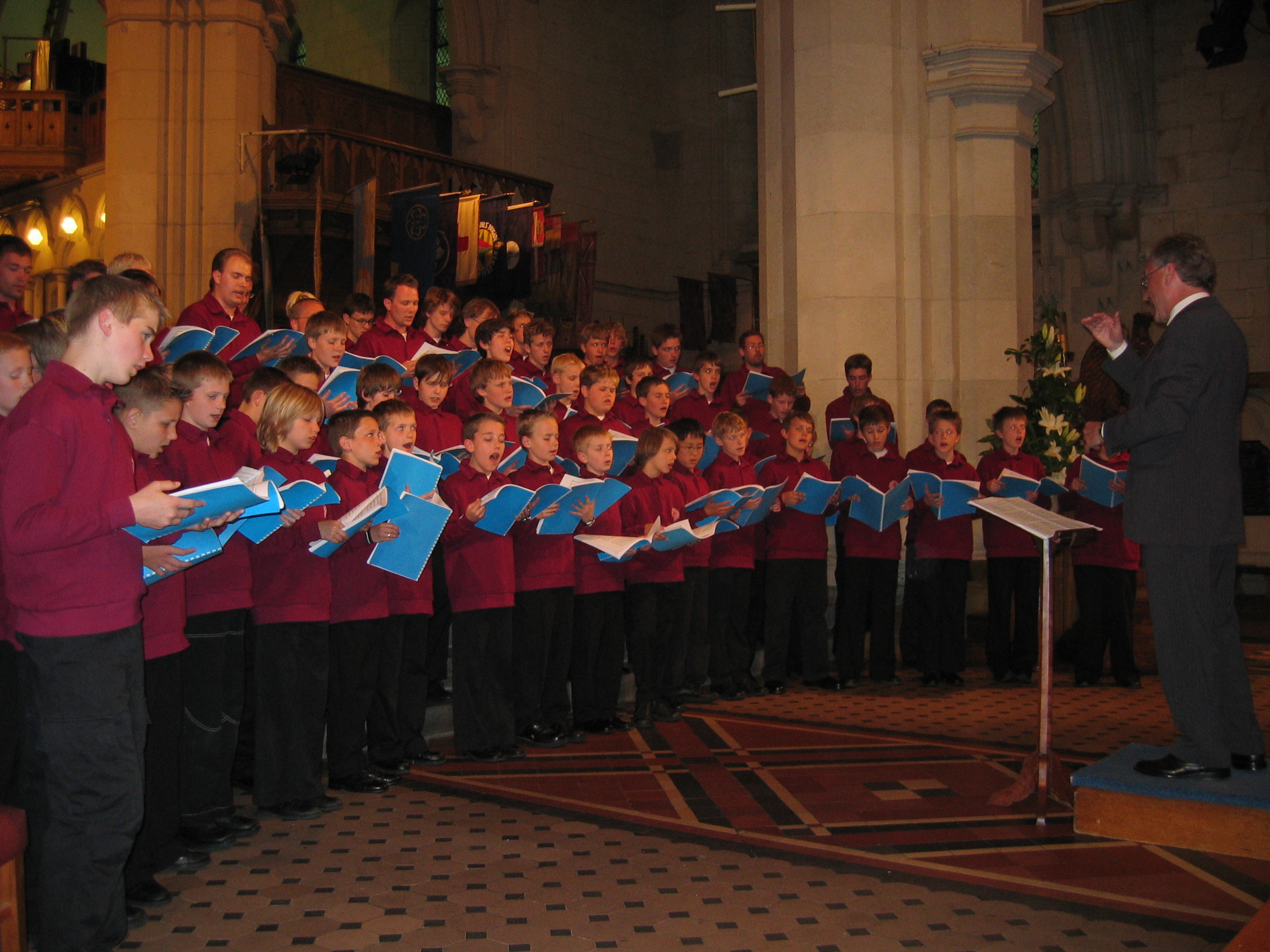
Ca đoàn nam của nhà thờ

Từ năm 1987, nhà thờ này có một ca đoàn hơp xướng nam nổi tiếng . Ca đoàn này đã từng đi trình diễn tại nhiều nơi trên thế giới như ở New Zealand, vùng Scandinavia, Anh quốc, Greenland, Pháp và Canada.

## Lịch sử
Thành phố Roskilde đã là tân thủ đô của Đan Mạch từ thời vua Harald răng xanh (Harald Blåtand) khoảng năm 960. Một nhà thờ nhỏ bằng gỗ đã được dựng lên ở đây, dâng kính Chúa Ba Ngôi. Vua Harald răng xanh được chôn trong nhà thờ nhỏ đó (nhưng nay không tìm được vết tích)
Khoảng năm 991 Roskilde trở thành trụ sở của Giám mục giáo phận Roskilde, dưới sự giám sát của Tổng Giám mục Hamburg, (Đức). Giáo phận Roskilde lúc đó gồm đảo Zealand, vùng Scania (nam Thụy Điển hiện nay) và các đảo ở phía nam Đan Mạch, kể cả đảo Rügen bên ngoàì bờ biển của Đức. Được người em gái của vua Knud là Estrid tặng tiền, Giám mục Svend Nordmand (1076-1088) đã tiến hành việc xây nhà thờ chính tòa mới bằng đá ong trên nền nhà thờ nhỏ bằng gỗ cũ và hoàn tất năm 1080. Nhà thờ này theo kiểu kiến trúc Roman với 2 cây tháp. Một tu viện 3 mặt bằng đá được xây nối vào nhà thờ ở cạnh phía bắc. Giám mục Svend đã mang xương thánh của giáo hoàng Lucius (253-255), thánh bổn mạng nhà thờ, về đặt tại bàn thờ của nhà thờ. (Thánh tích này nay được dời về nhà thờ chính tòa Công giáo thánh Ansgar ở Copenhagen).
Giám mục Absalon (người lập ra thành phố Copenhagen) xây lại nhà thờ này bằng gạch đỏ. Người kế vị Giám mục Absalon là Peder Sunesen đã mở rộng nhà thờ chính tòa Roskilde vào năm 1200 theo mẫu của nhà thờ chính tòa Tournai, (Bỉ). Cùng với tu viện Sorø, nhà thờ chính tòa Roskilde là nguyên mẫu cho nhiều tu viện, nhà thờ, nhà thờ chính tòa và các tòa nhà công cộng khác được xây bằng gạch đỏ khắp vùng Scandinavia và cả Bắc Đức. Người ta ước tính xiệc xây nhà thờ lần đó tốn hết khoảng 3 triệu viên gạch lớn. Nhà thờ mới này theo kiểu kiến trúc Gothic, có chiều cao gấp đôi nhà thờ cũ.
Ngày 14.5.1443, một trận hỏa hoạn thiêu hủy phần lớn thành phố, làm tổn hại nhà thờ rất nhiều và năm 1464 nhà thờ được xây lại. Vua Christian I cho tiền xây thêm 1 nhà nguyện dính vào nhà thờ mang tên Ba Vua. Nhà vua và hoàng hậu Dorotea av Brandeburg được chôn tại nhà nguyện đó, sau khi nữ hoàng Margrethe I được chôn ở đây. Nhà nguyện này có 1 cây cột đá gọi là Cột của vua (King's Column). Nhiều vua chúa Đan Mạch và các nhân vật hoàng gia quan trọng đến thăm, đã được ghi chiều cao của mình trên cột đó, kể cả Edward VII của Anh, Peter Cả của Nga, và vua Thái Lan Chulalongkorn.
Năm 1536 sau khi cải sang đạo Tin Lành, các tu viện, trường học công giáo và nhà thờ bị buộc phải gia nhập đạo Tin Lành. Joachim Rønnow, vị Giám mục công giáo cuối cùng của giáo phận Roskilde, đã bị bắt giam năm 1536 ở lâu đài Copehagen cho tới khi chết, năm 1544. Năm 1540 mọi tài sản của nhà thờ chính tòa này bị nhà vua tịch thu.
Năm 1635-36 hai cây tháp ở phía tây được xây, chứa 6 quả chuông. Quả chuông lâu đời nhất còn lại là quả chuông do Hans Jensen đúc năm 1508, Johannes Fastenőwe đúc 2 quả năm 1511, quả chuông lớn nhất "Stormklokken", treo ở tháp phía bắc. Quả chuông do A. Burchado đúc năm 1594 được treo cùng với quả chuông của Jensen và quả chuông nhỏ hơn của Fastenőwe ở tháp phía nam.

## Các ngôi mộ vua chúachôntrong nhà thờ
| Vua chúa              | Năm qua đời | Vợ hay chồng                                                        | Năm qua đời |
| --------------------- | ----------- | ------------------------------------------------------------------- | ----------- |
| Harald Blåtand        | ca. 986     |                                                                     |             |
| Svend Tveskæg         | 1014        |                                                                     |             |
| Svend Estridsen       | 1076        |                                                                     |             |
| Margrete 1.           | 1413        |                                                                     |             |
| Christoffer af Bayern | 1448        | Dorothea af Brandenburg                                             | 1495        |
| Christian 1.          | 1481        | Dorothea af Brandenburg                                             | 1495        |
| Christian 3.          | 1559        | Dorothea af Sachsen-Lauenburg                                       | 1571        |
| Frederik 2.           | 1588        | Sophie af Mecklenburg                                               | 1631        |
| Christian 4.          | 1648        | Anna Cathrine af Brandenburg                                        | 1612        |
| Frederik 3.           | 1670        | Sophie Amalie af Braunschweig-Lüneburg                              | 1685        |
| Christian 5.          | 1699        | Charlotte Amalie af Hessen-Kassel                                   | 1714        |
| Frederik 4.           | 1730        | Louise af Mecklenburg Anna Sophie Reventlow                         | 1721 1743   |
| Christian 6.          | 1746        | Sophie Magdalene af Brandenburg-Kulmbach                            | 1770        |
| Frederik 5.           | 1766        | Louise af Storbritannien Juliane Marie af Braunschweig-Wolfenbüttel | 1751 1796   |
| Christian 7.**)       | 1808        |                                                                     |             |
| Frederik 6.           | 1839        | Marie Sophie Frederikke af Hessen-Kassel                            | 1852        |
| Christian 8.          | 1848        | Caroline Amalie af Augustenborg                                     | 1881        |
| Frederik 7.***)       | 1863        |                                                                     |             |
| Christian 9.          | 1906        | Louise af Hessen-Kassel                                             | 1898        |
| Frederik 8.           | 1912        | Louise af Sverige-Norge                                             | 1926        |
| Christian 10.         | 1947        | Dronning Alexandrine                                                | 1952        |
| Frederik 9.           | 1972        | Dronning Ingrid                                                     | 2000        |

Hoàng hậu Nga Maria Feodorovna cũng được chôn tại đây cho tới ngày 23.11.2006, thì được cải táng về chôn ở thành phố Sankt-Peterbug, theo thỏa thuận giữa Đan Mạch và Nga.

## Galleri

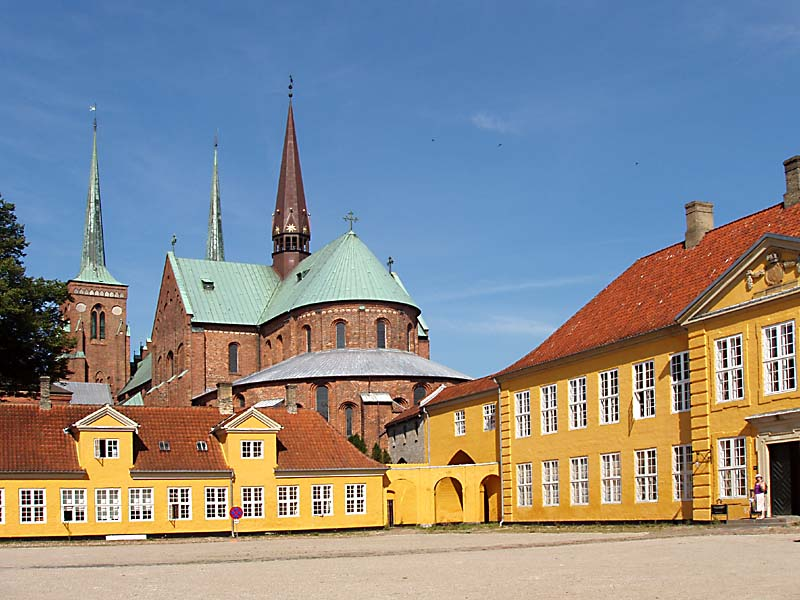
Nhà thờ chính tòa Roskilde - nhìn từ tòa Giám mục
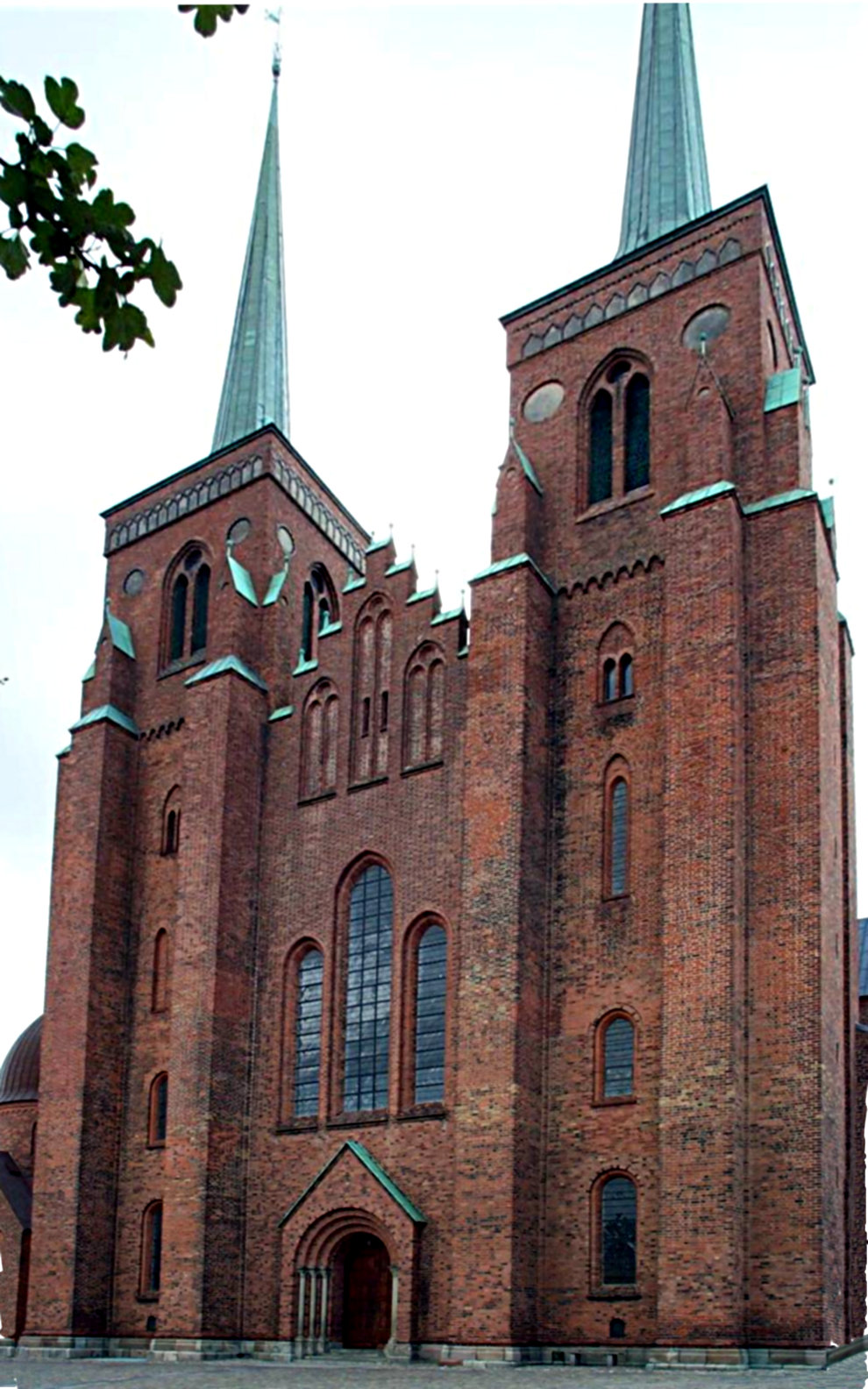
Mặt phía tây của nhà thờ chính tòa Roskilde
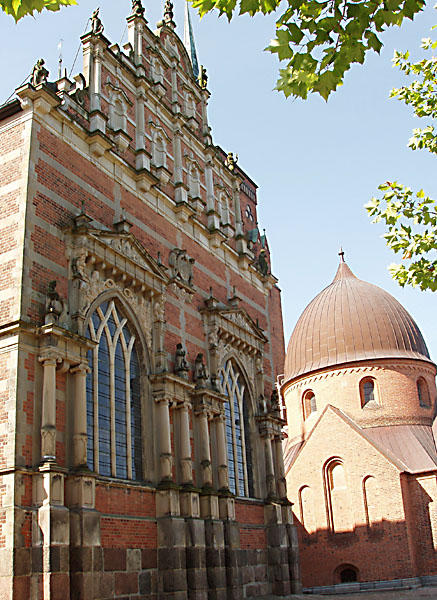
Nhà nguyện của Christian 4 (ở cạnh phía bắc gian chính giữa)
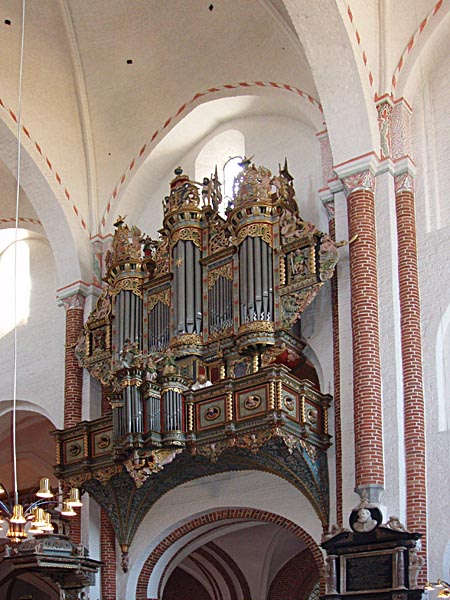
Đàn Orgel
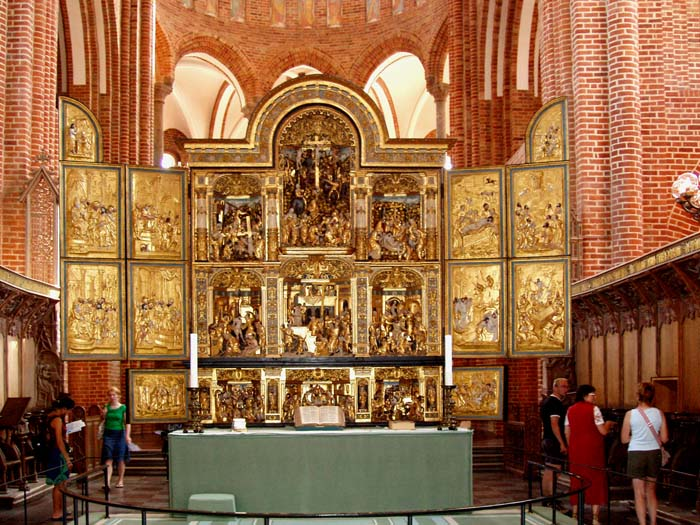
Bàn thờ
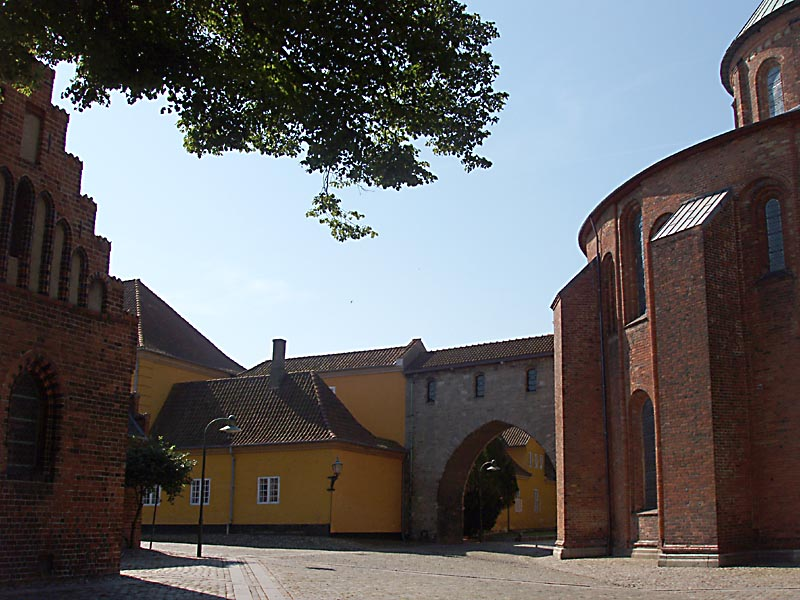
Vòm Absalon (từ thế kỷ 13), nối nhà thờ với tòa Giám mục.
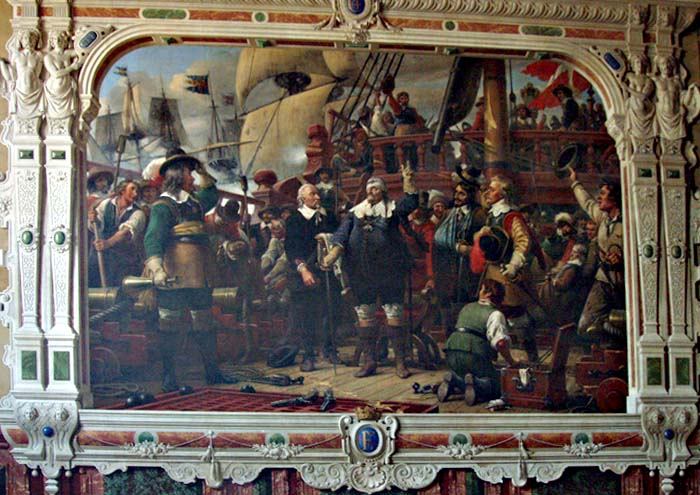
Chân dung Christian 4 do Wilhelm Marstrand vẽ, ở nhà nguyện Chúa Ba Ngôi
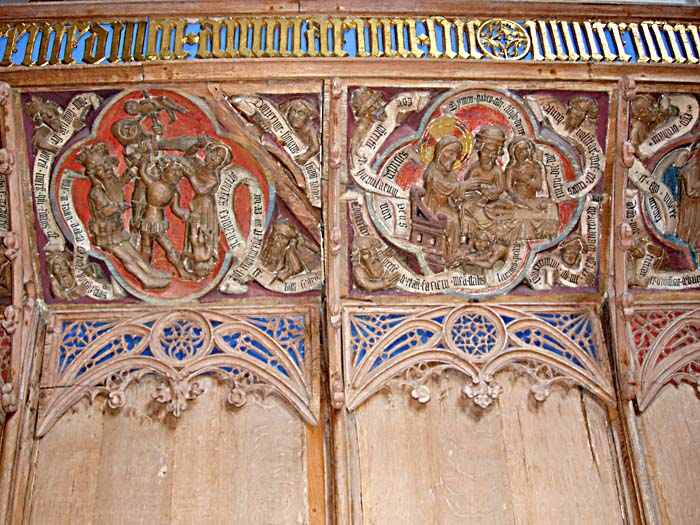
Ghế gian cung thánh
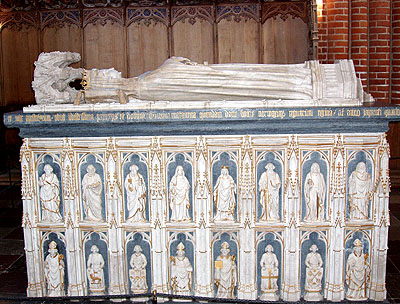
Quách của nữ hoàng Margrete 1, nhìn từ bên cạnh
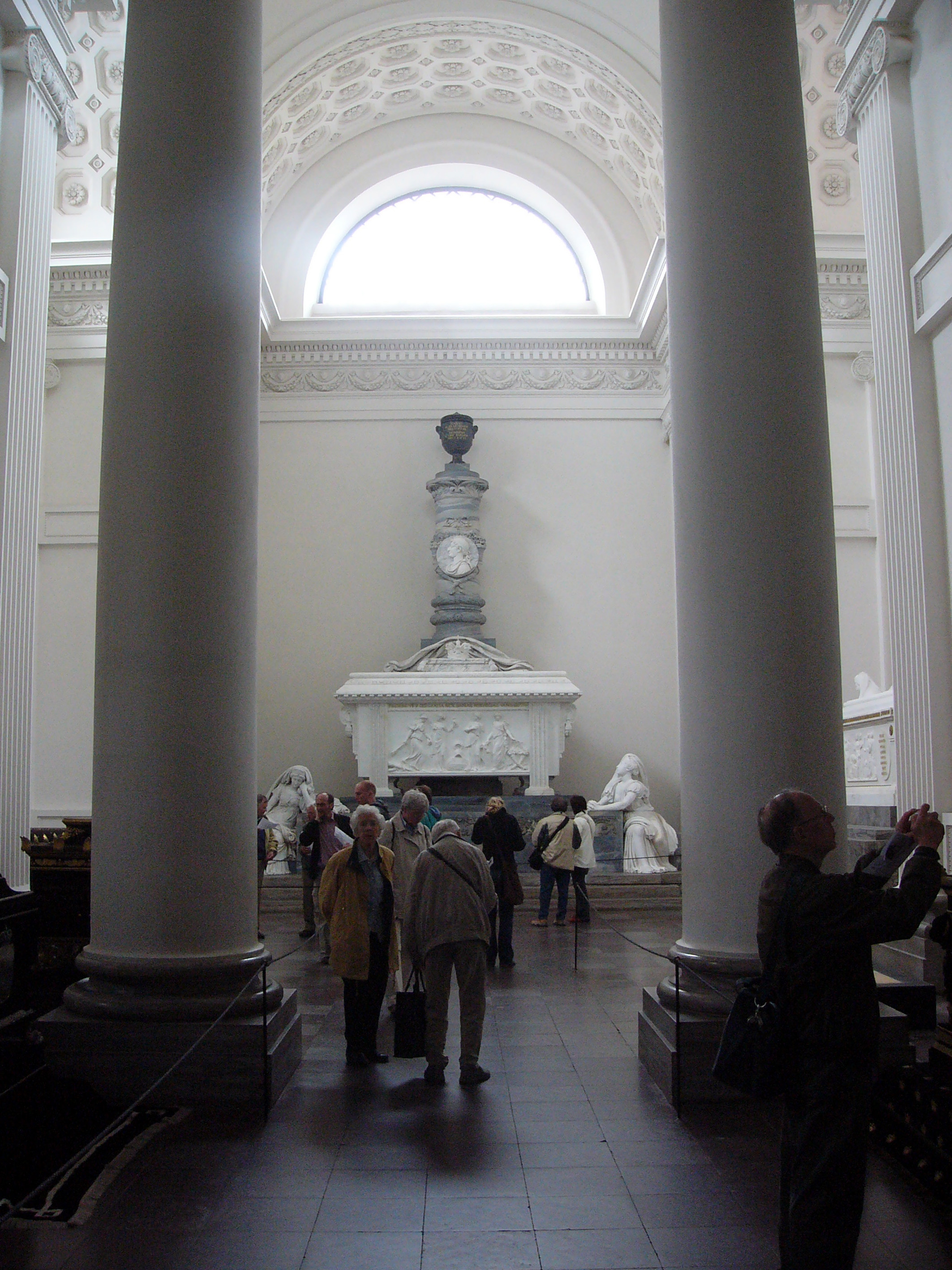
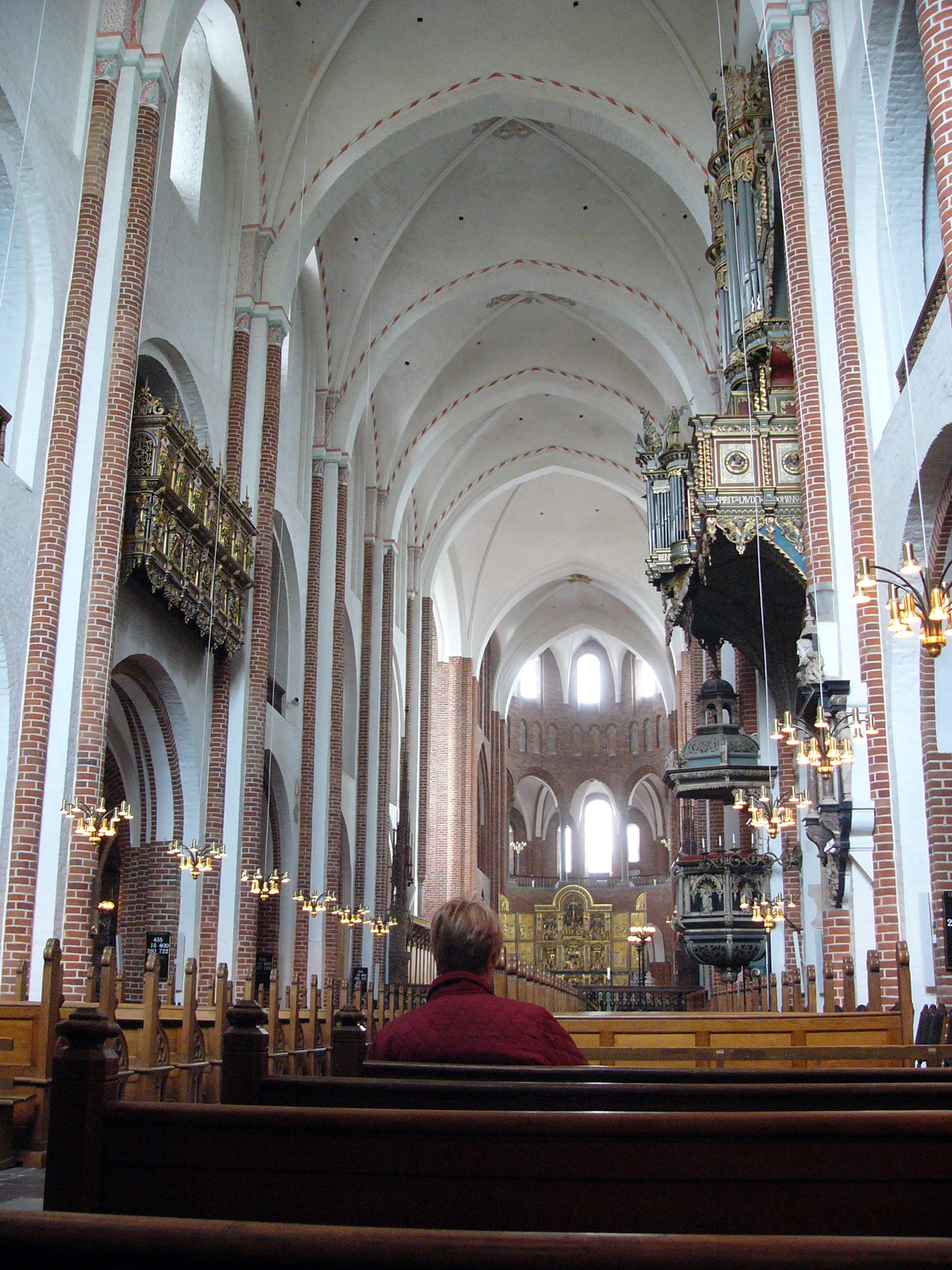
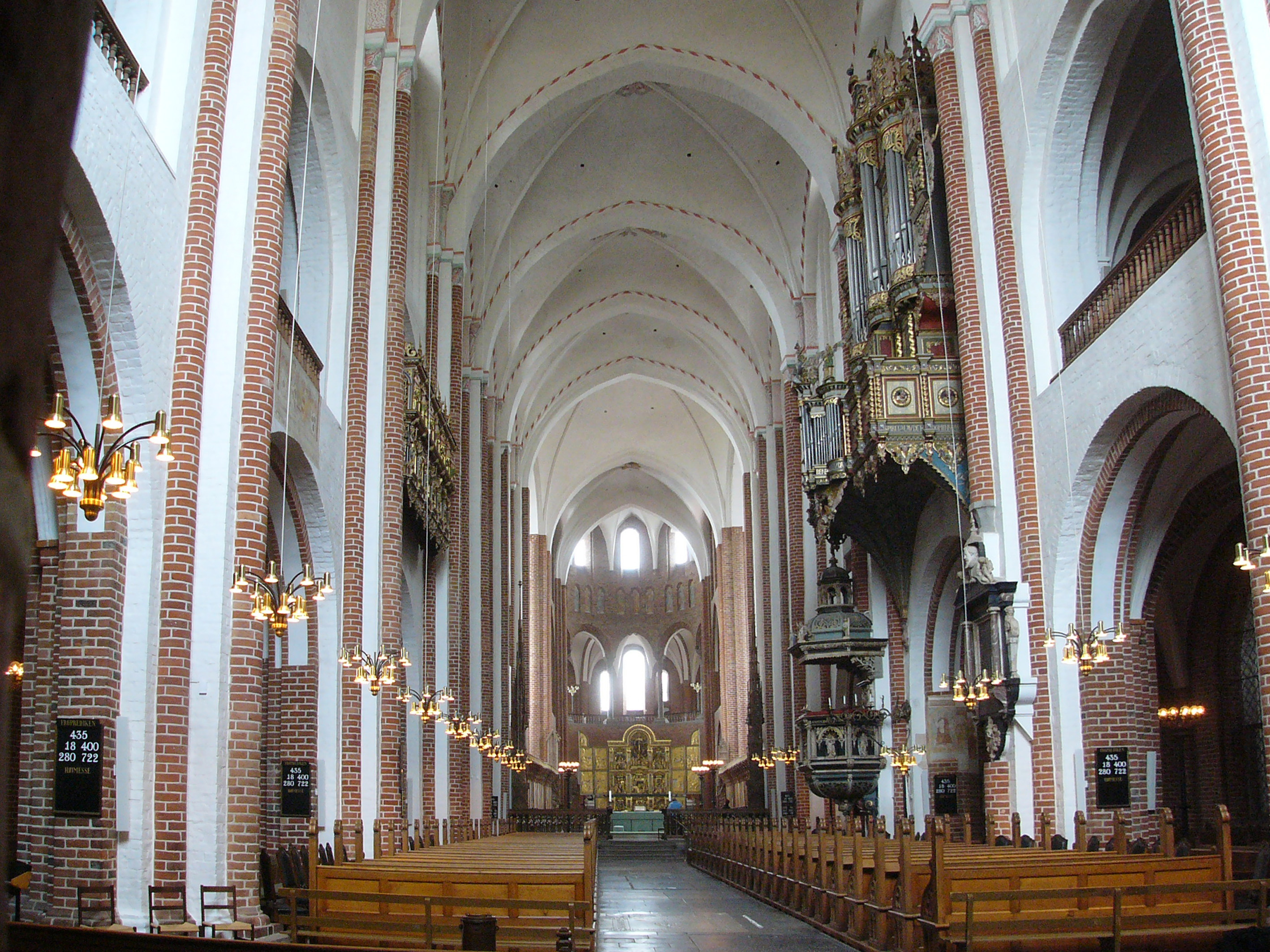
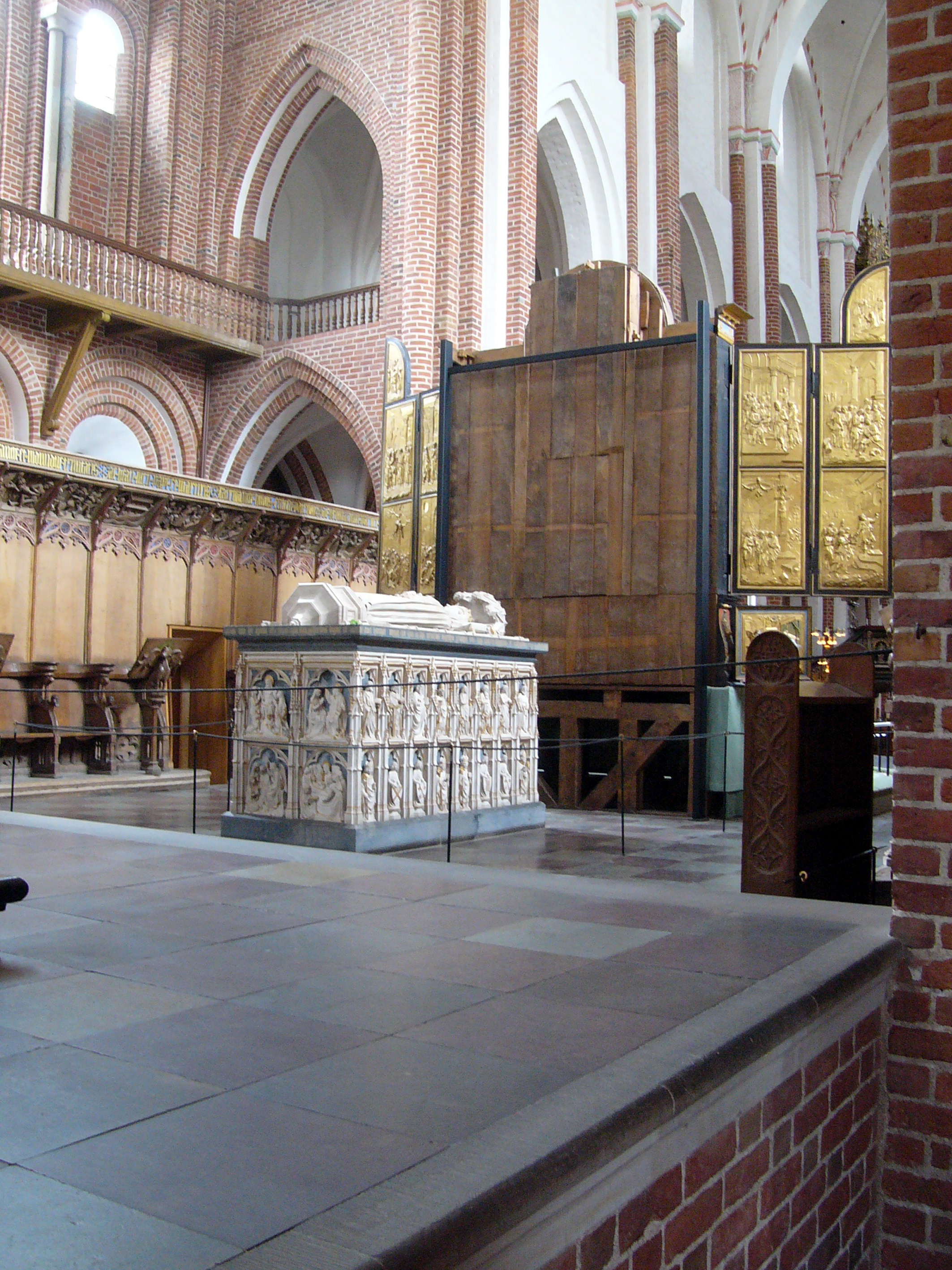
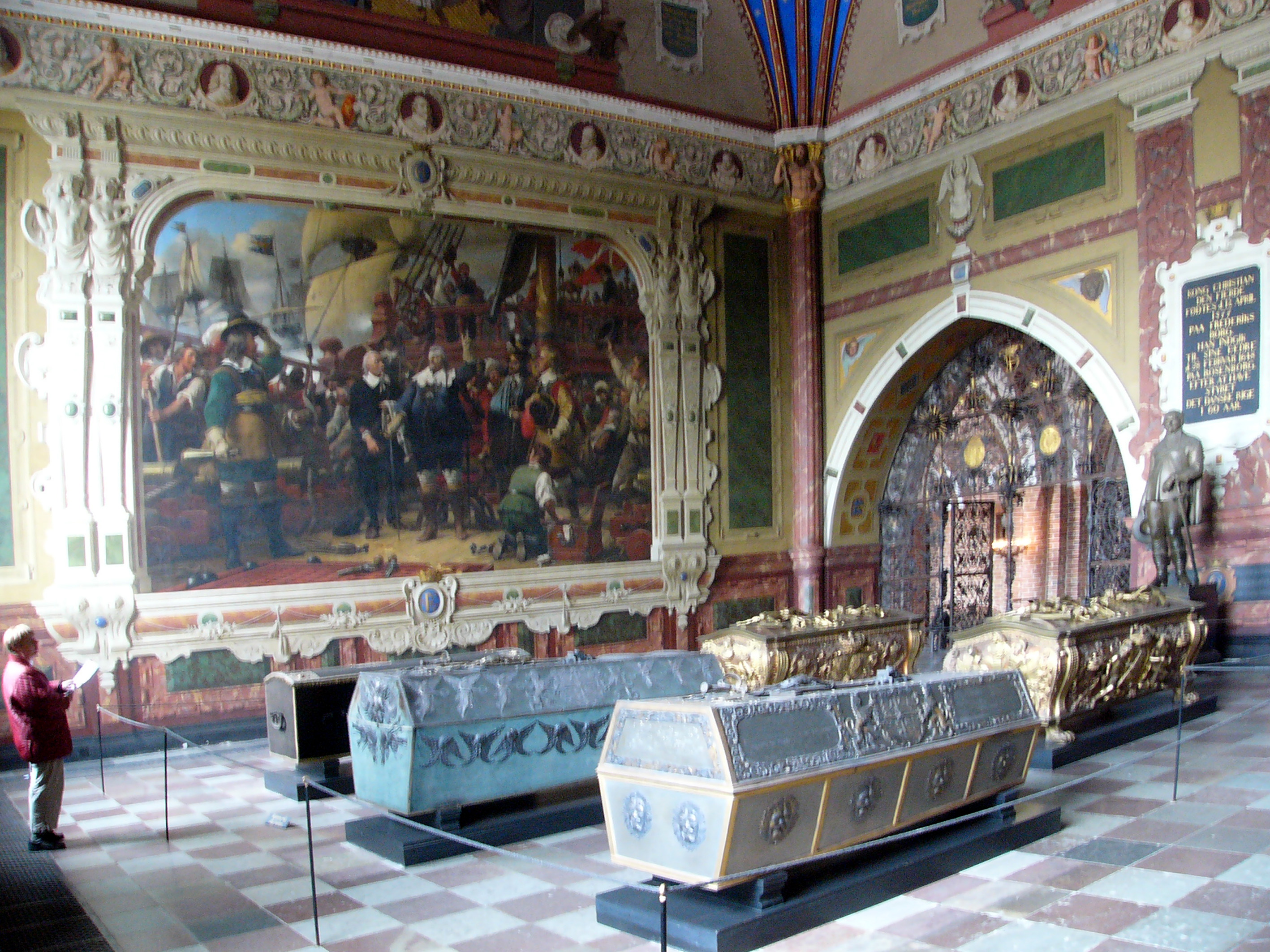
Nhà nguyện Christian 4
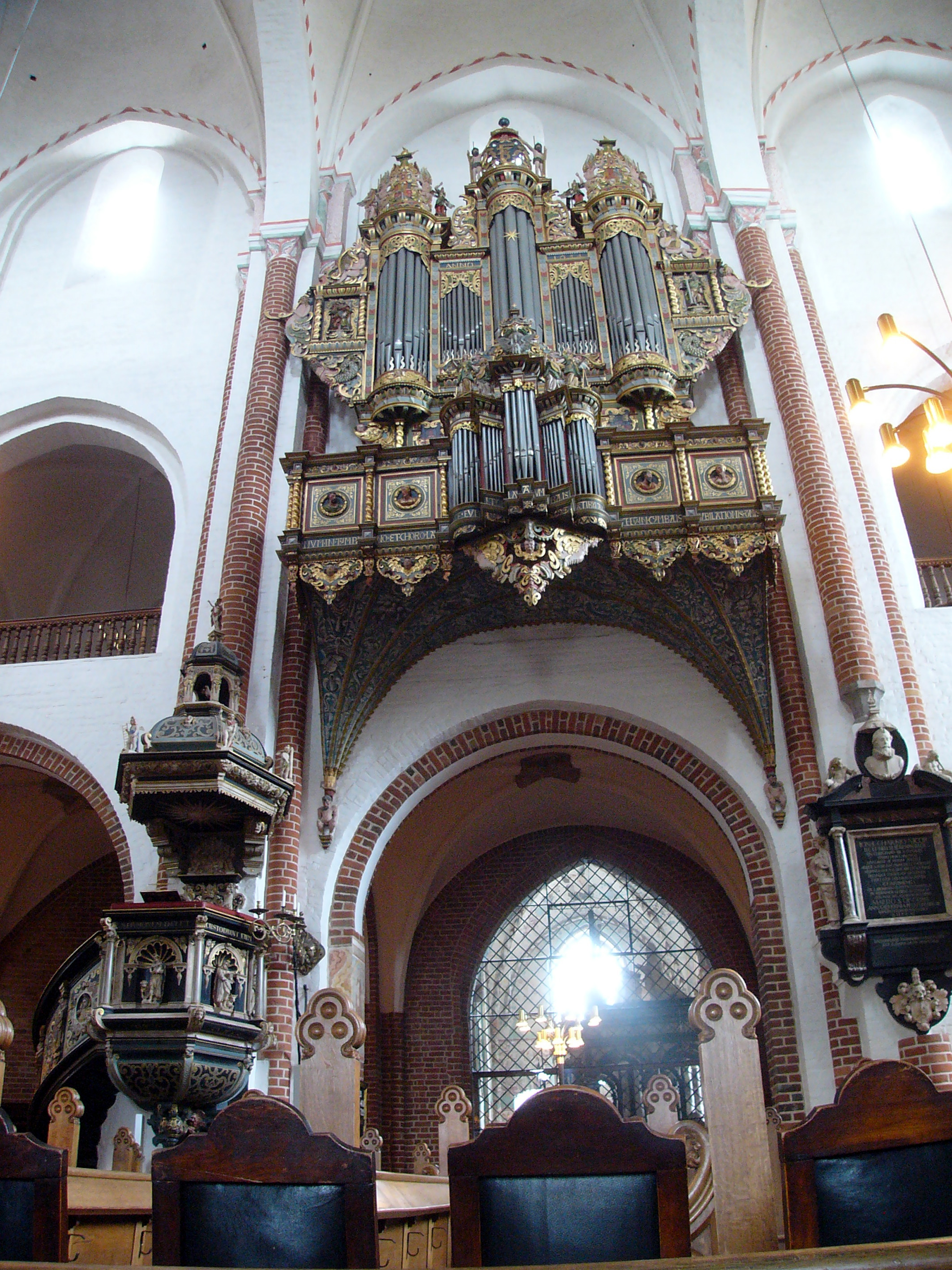
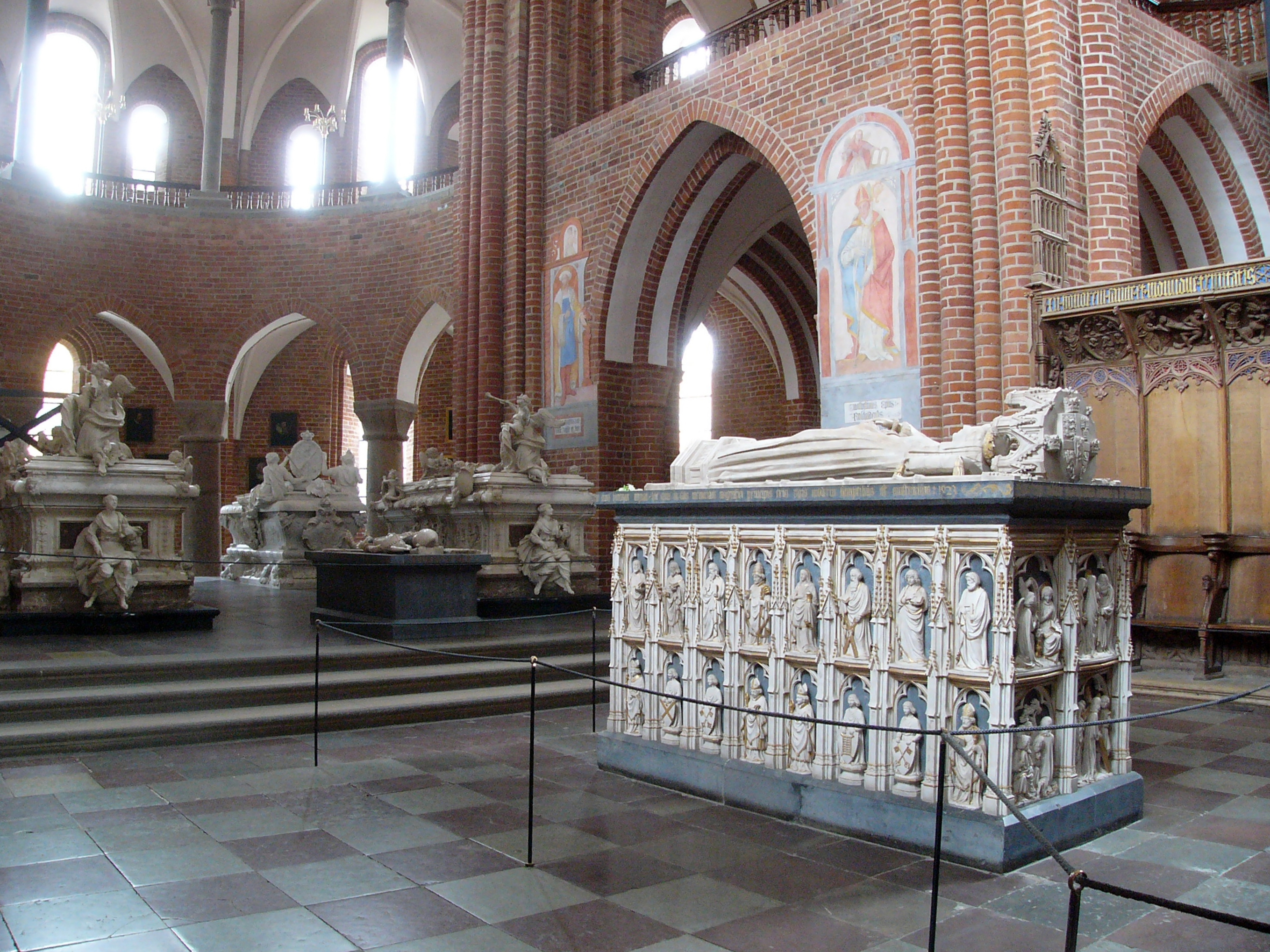
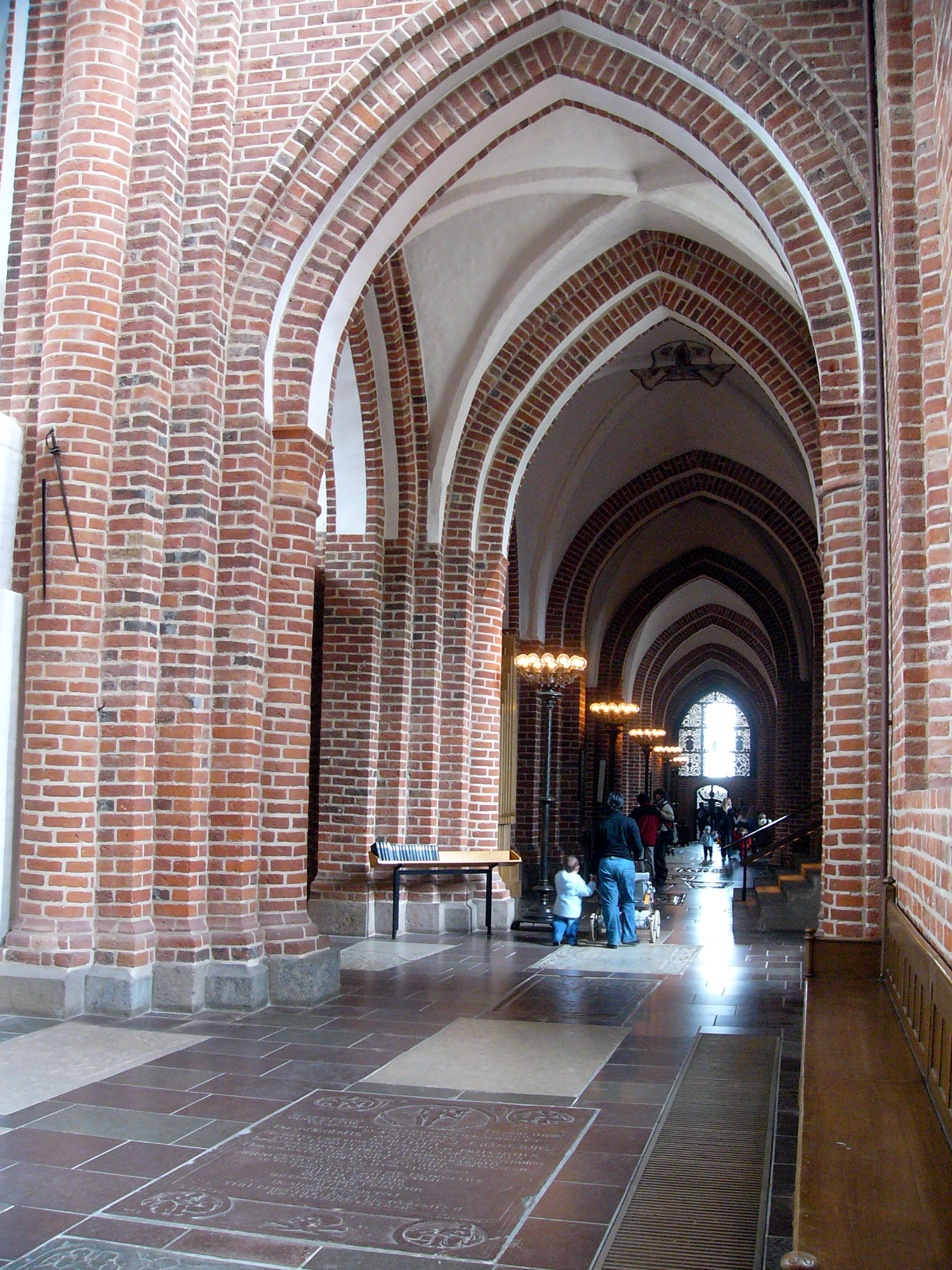
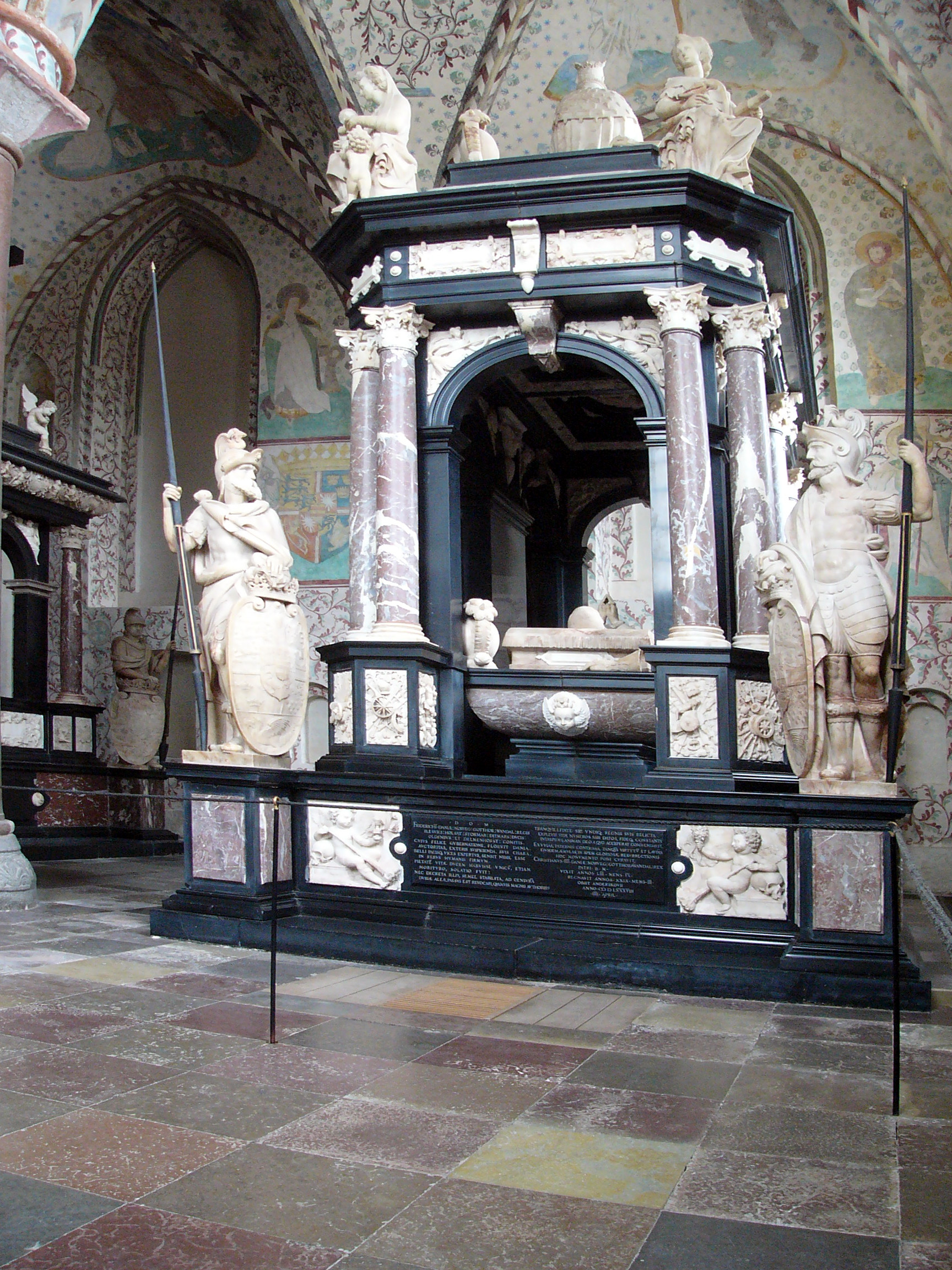
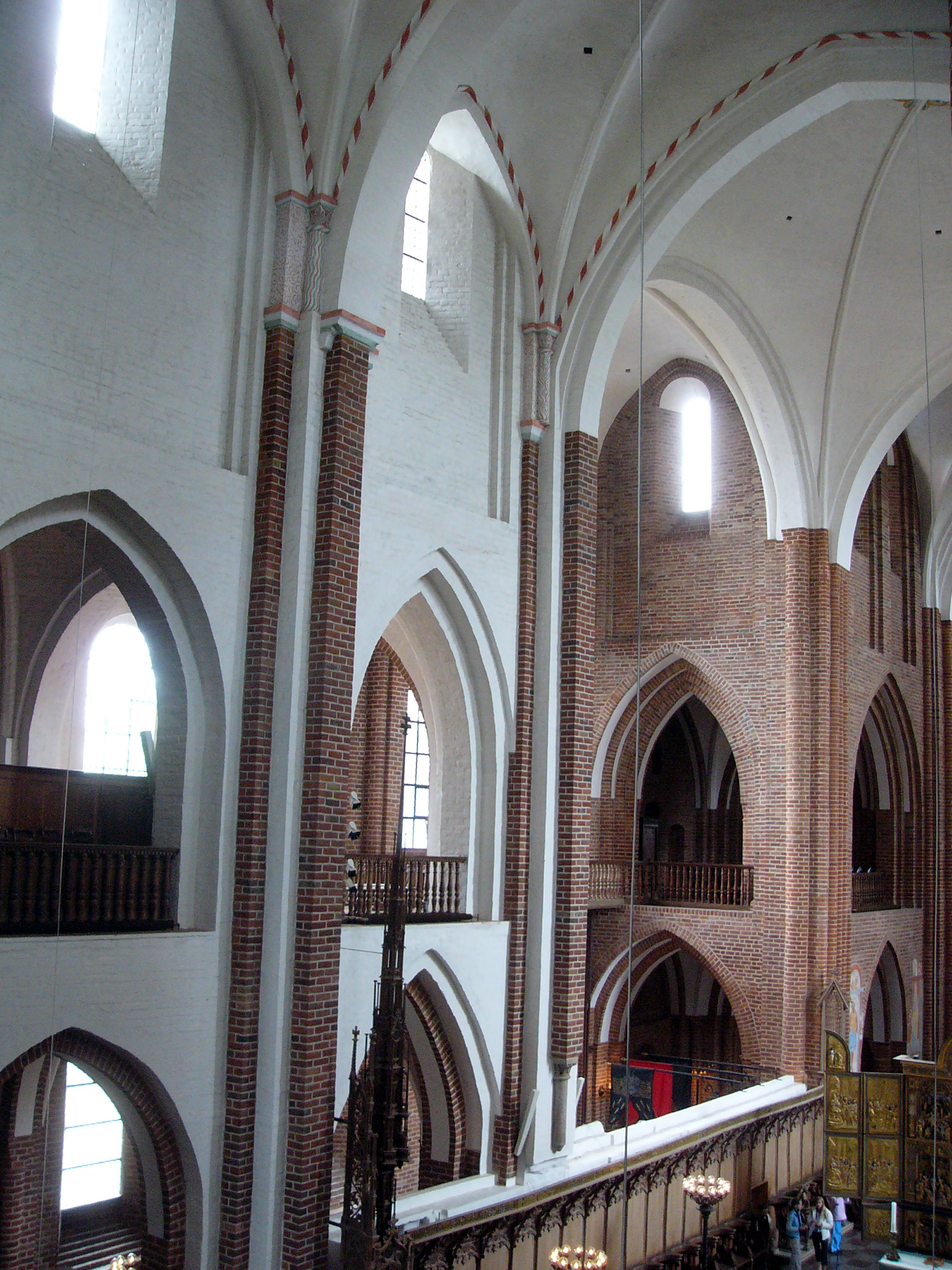